# Filialkirche Dollich

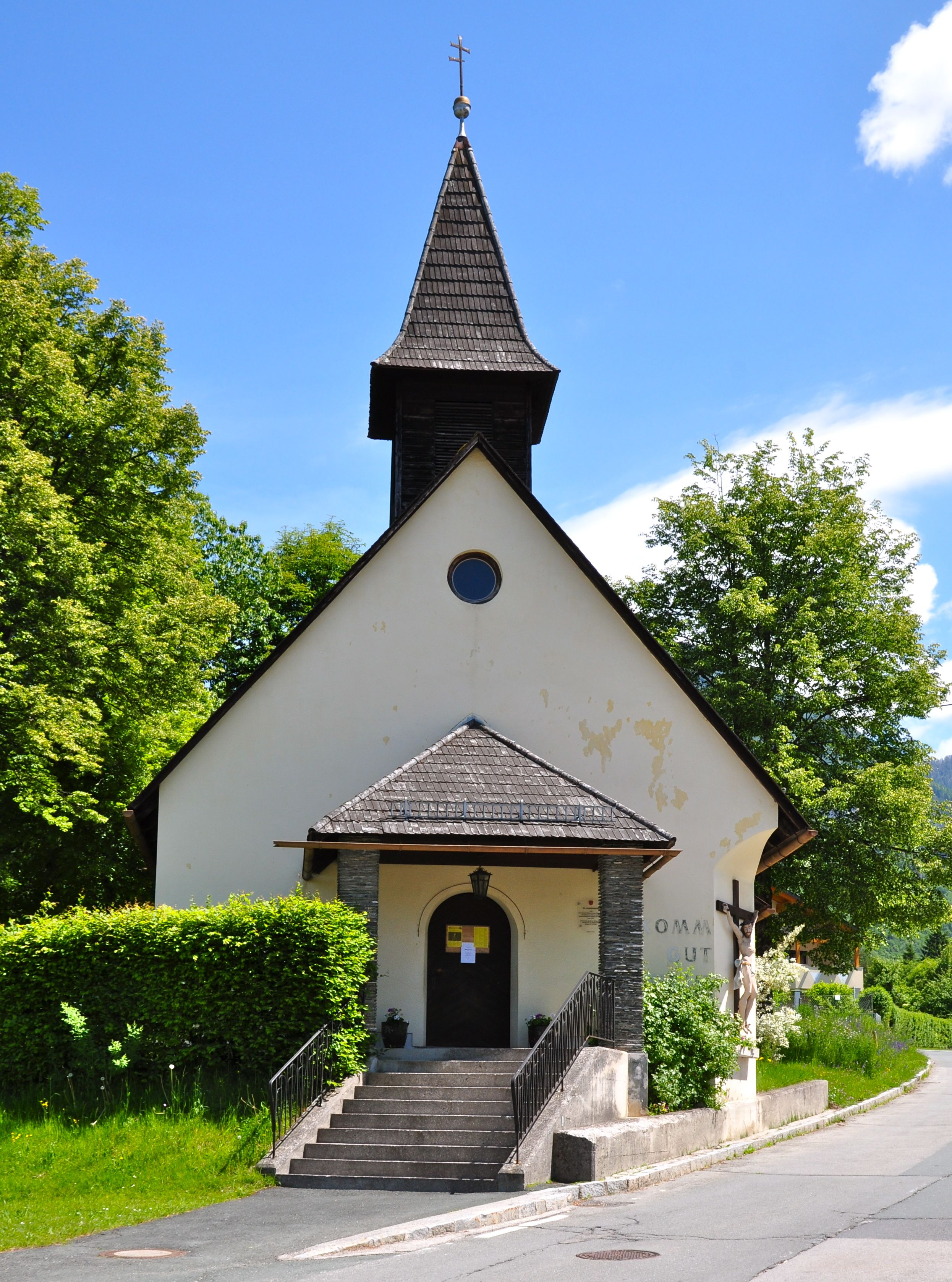
Filialkirche Dollich

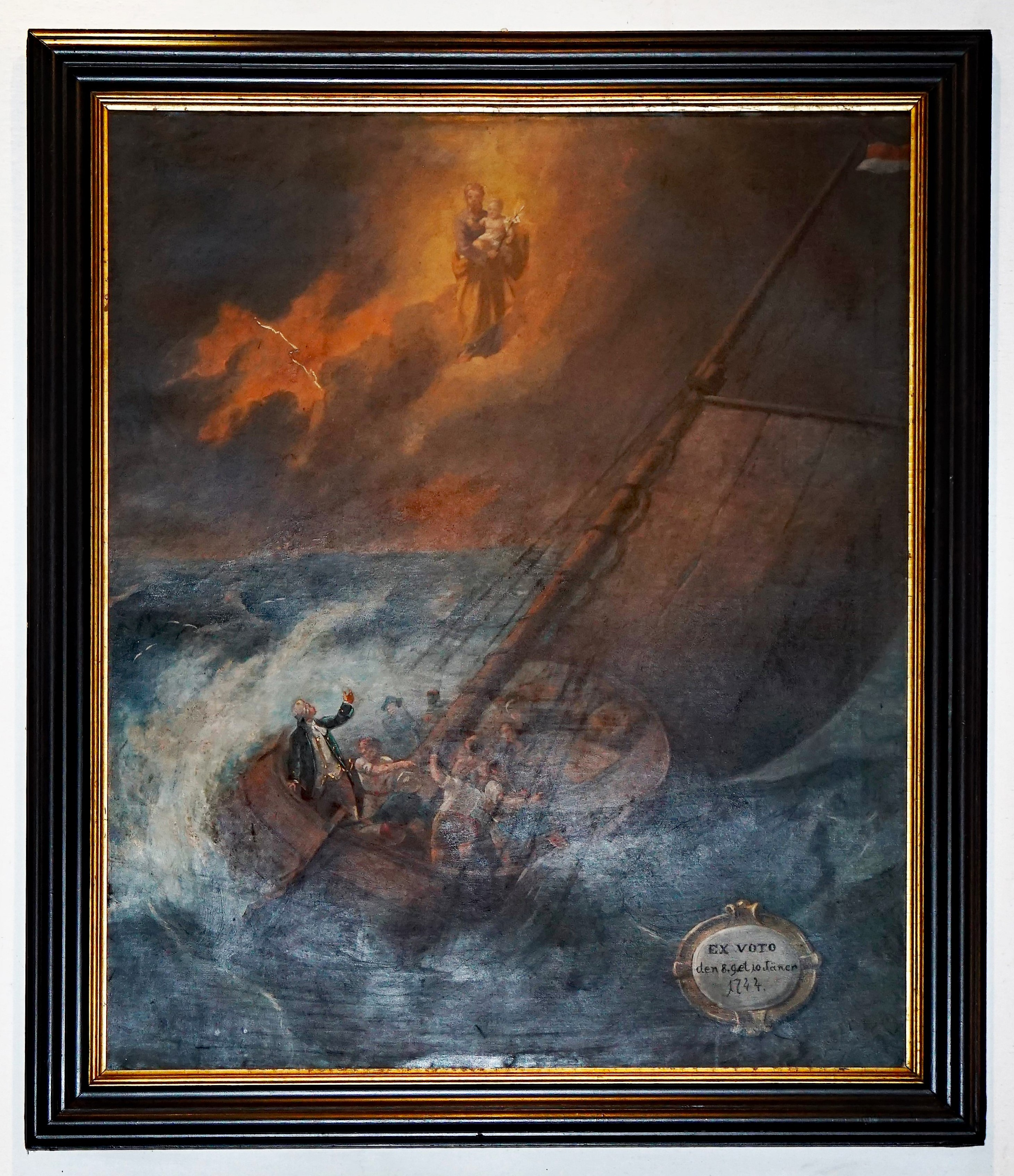
Votivbild des Stiftungsgelübdes

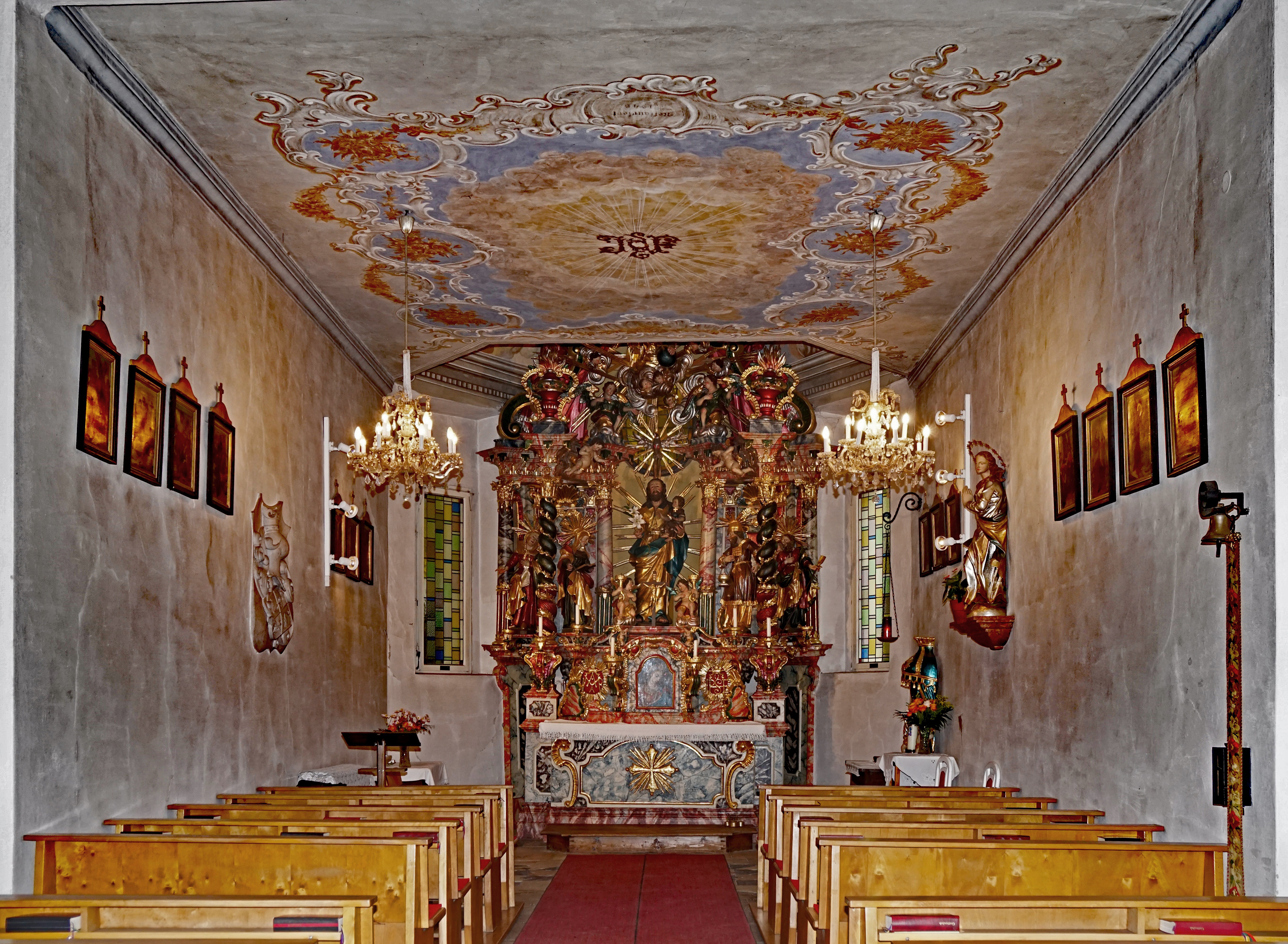
Innenansicht des Altbaues

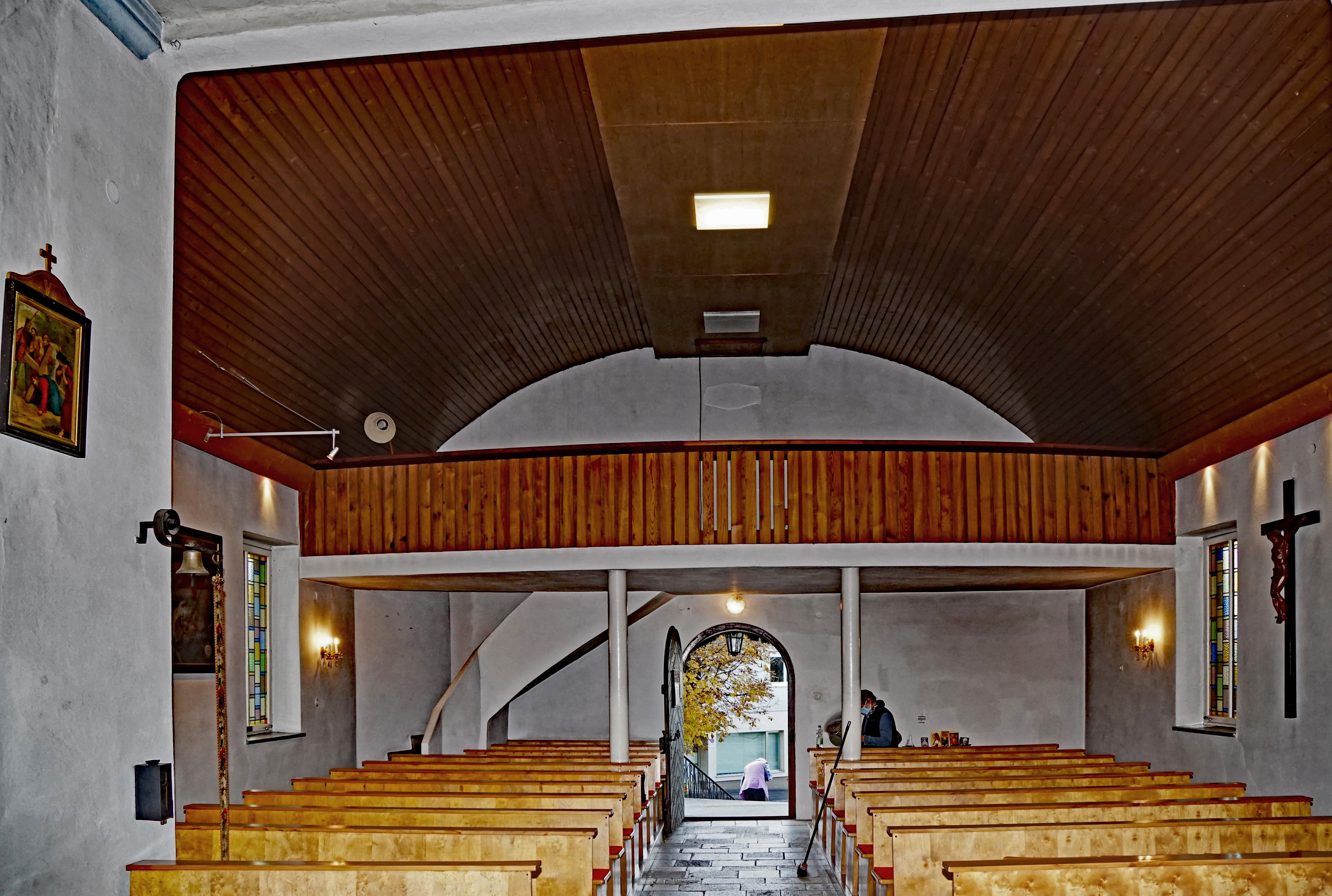
Innenansicht des Zubaues

Die römisch-katholische Filialkirche in Dollich, einem Ortsteil der Stadt Ferlach in Kärnten, in der Waidischer Straße 23,
gehört zur Pfarre Ferlach/Borovlje im Dekanat Ferlach/Borovlje der Diözese Gurk. Sie steht unter dem Patrozinium des hl. Josef.

## Geschichte
Johann Martin Huebmershofen, Ritter von Silbernagl mit Handelsverbindungen nach Italien, führte Eisenwaren auf eigenen Schiffen über die Adria. Bei einer solchen Reise geriet er am 8., 9. und 10. Jänner 1744 bei Senigallia in Seenot durch einen schweren Sturm. Aus Dank für seine Rettung stiftete er die Kapelle in Dollich bei Ferlach. Sie wurde am 6. August 1744 geweiht. Die Kapelle diente im 19. Jahrhundert als Gruftkirche der Familie Silbernagel.
1963/64 wurde der Bau nach Westen erweitert.

## Bauwerk
Die kleine barocke Kirche mit eingezogenem Chor hat einen Dachreiter. Der heutige Chor war bis zum Erweiterungsbau 1963/64 das Langhaus. Seine Decke ist mit Stuck und Malerei barock verziert, ebenso die kleine Kuppel der Apsis. Im Boden ist die steinerne Gruftplatte der Familie Silbernagel zu sehen (letzter Eintrag 2. Juni 1914).

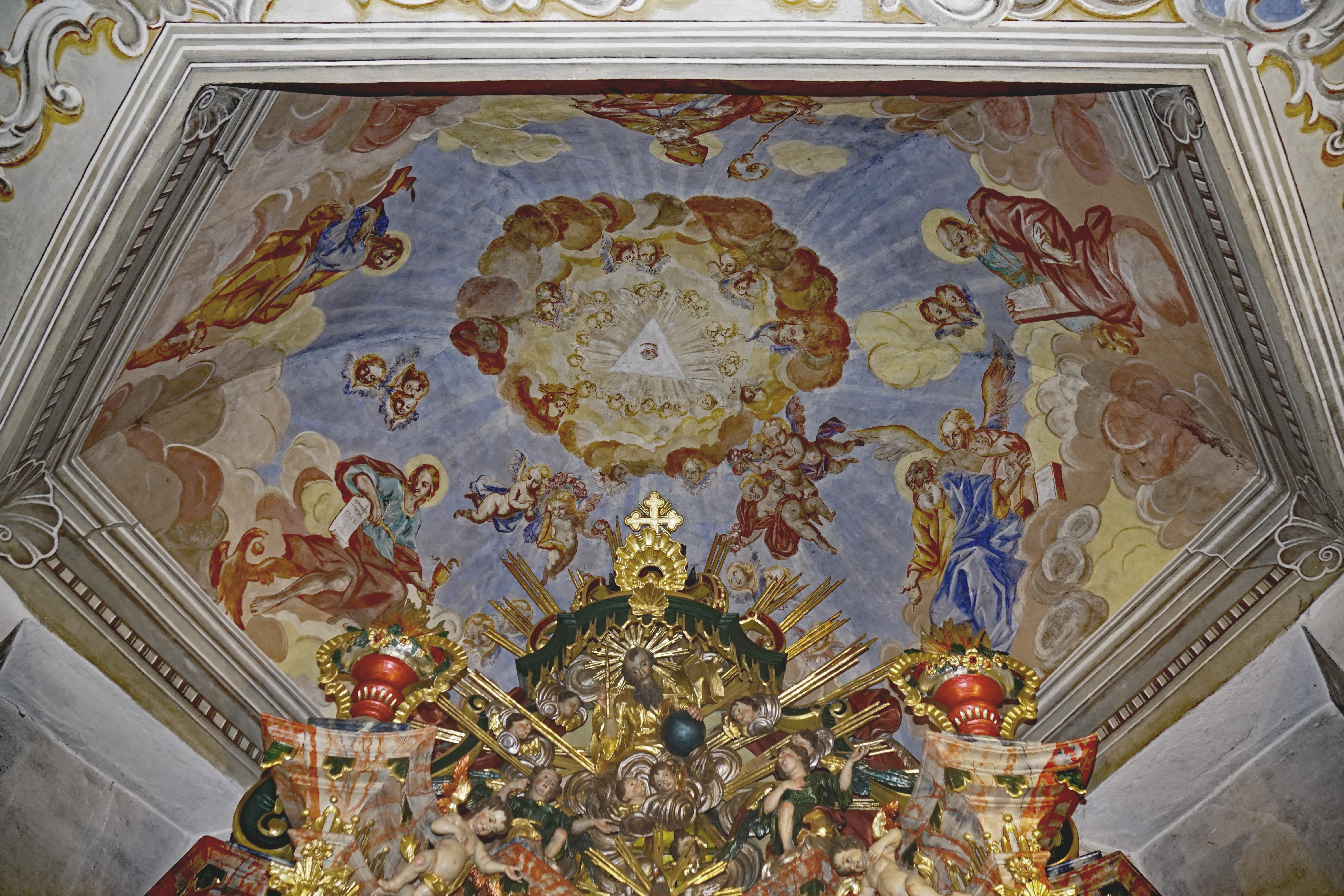
Gewölbe der Apsis (Altarraum)
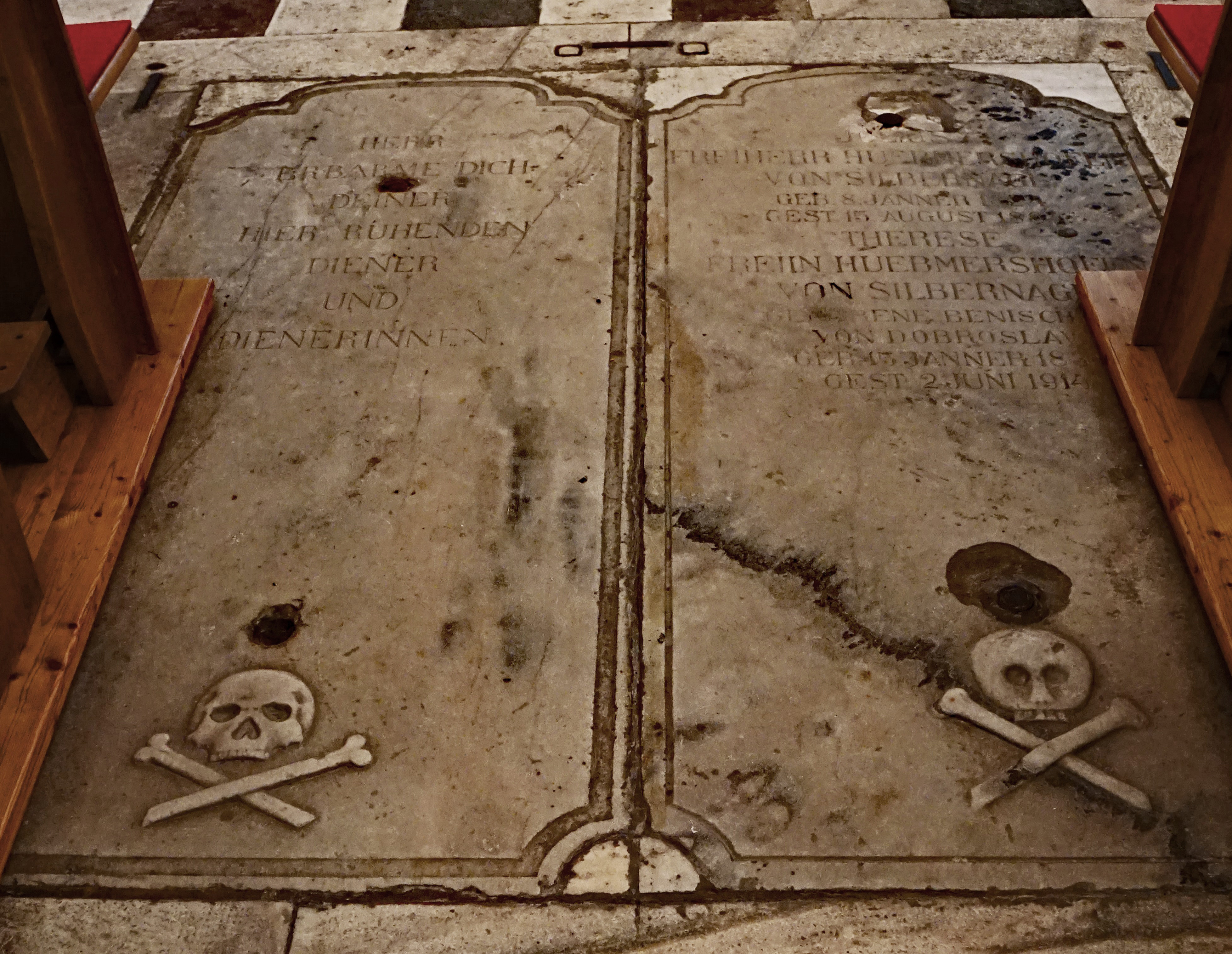
Grabstätte der Familie Silbernagel

## Einrichtung

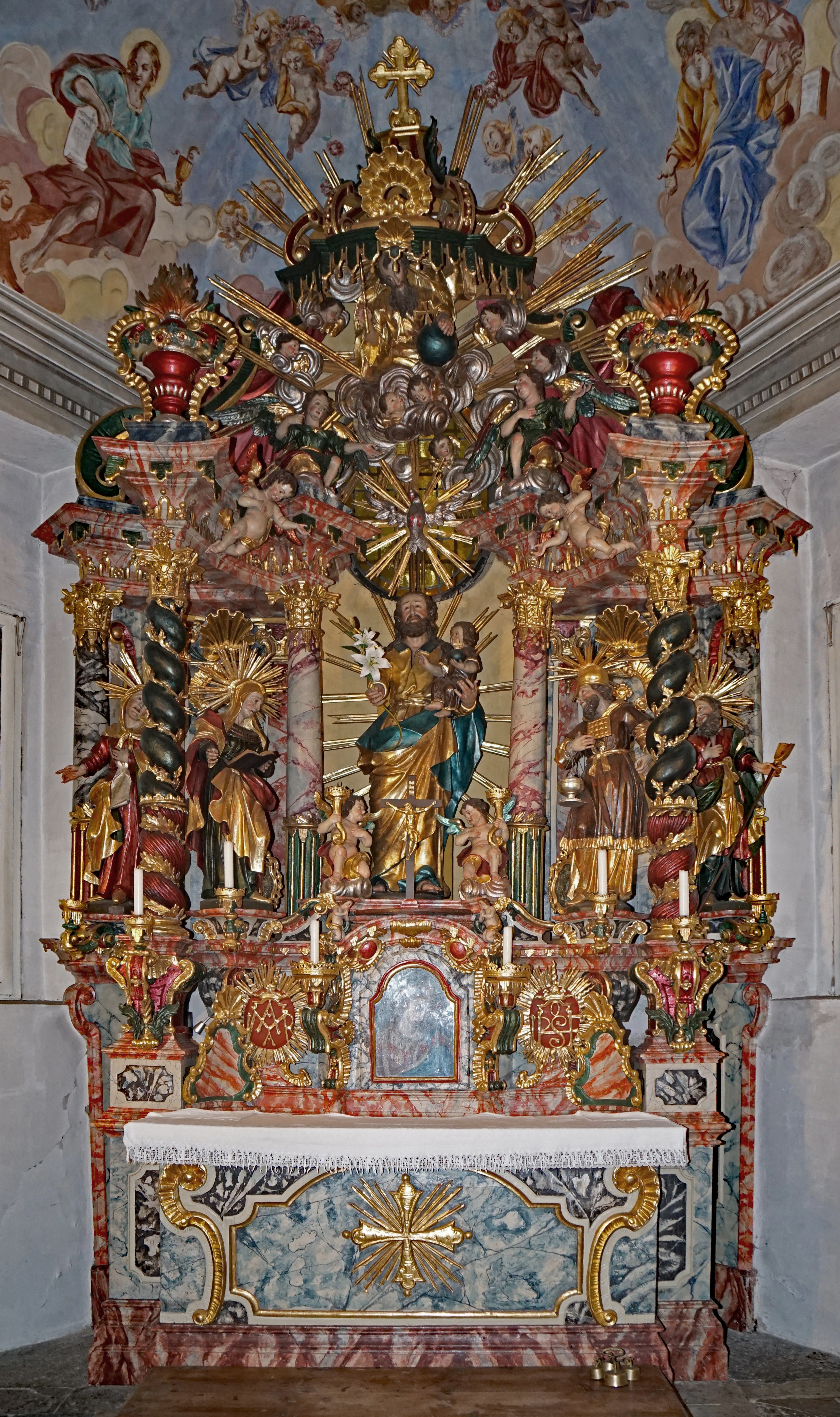
Der Hochaltar

Der Hochaltar ist ein barocker Säulenaltar aus der Bauzeit mit reicher Schnitzplastik. Im Schrein steht eine Figur des hl. Josef mit Jesuskind.
Zur weiteren Einrichtung gehören ein Votivbild mit der Darstellung des Gelübdes zur Stiftung der Kirche und Kreuzweg-Gemälde.

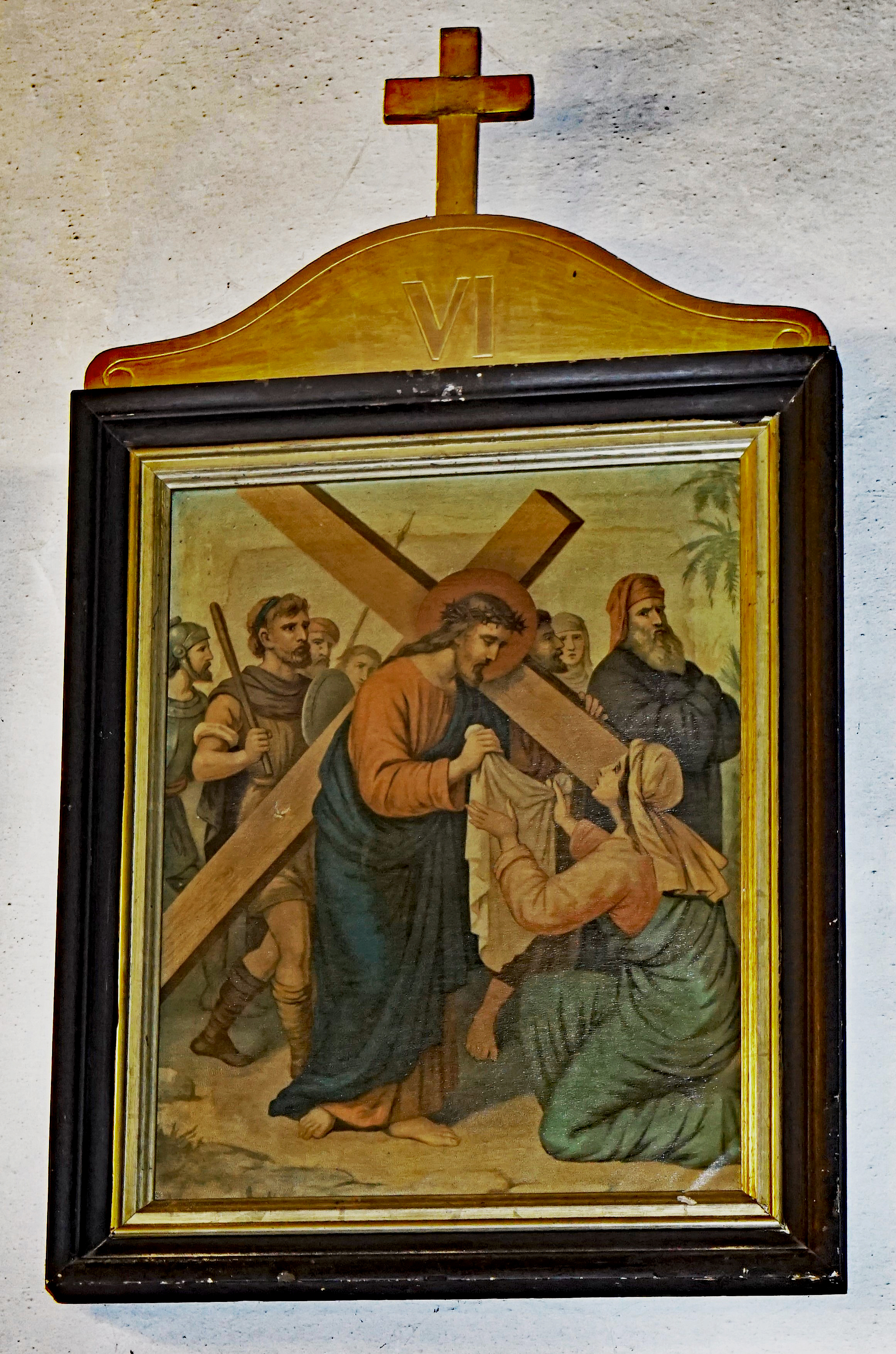
Kreuzweg-Gemälde